# Pirin
Pirin je naseljeno mjesto u općini Kreševo, Federacija Bosne i Hercegovine, BiH.

## Stanovništvo

### 1991.
Nacionalni sastav stanovništva 1991. godine, bio je sljedeći:
ukupno: 160
- Hrvati - 150
- Srbi - 1
- ostali, neopredijeljeni i nepoznato - 9

### 2013.
Na popisu stanovništva 2013. godine bilo je bez stanovnika.